# Ферменты промышленного назначения
Ферменты промышленного назначения — это ферменты, которые коммерчески используются в различных отраслях промышленности, таких как фармацевтика, химическое производство, производство биотоплива, производство продуктов питания и напитков, а также как потребительские товары. Благодаря достижениям последних лет в процессах биокатализа с использованием изолированных ферментов, их производство считается более экономичным, чем использование целых клеток-продуцентов.  В последние годы промышленный биологический катализ с помощью ферментов быстро рос благодаря их способности функционированию в мягких условиях и исключительной хиральной и стереоспецифичности, чего не хватает традиционным химическим процессам. Выделенные ферменты обычно используются в реакциях гидролиза и изомеризации. Цельные клетки обычно используются, когда реакция протекает с участием молекул кофактора. Хотя кофакторы могут генерироваться in vitro, обычно более рентабельно использовать метаболически активные клетки.

## Ферменты как важные ступени процесса

### Иммобилизация
Несмотря на свои превосходные каталитические свойства, нативные ферменты не имеют свойственных преимуществ перед иммобилизованными (неподвижными). Некоторые свойства ферментов, которые должны быть улучшены перед имплементацией в производство, являются стабильность, активность, ингибирование продуктами реакции и селективность по отношению к неприродным субстратам. Улучшение свойств нативных ферментов могут быть достигнуты путём иммобилизации на твёрдом материале, таком как пористая подложка. Иммобилизация ферментов значительно упрощает процесс регенерации (многократного использования), улучшает протекание биокатализа и снижает эксплуатационные расходы. Существует много методов иммобилизации, таких как адсорбция, ковалентное связывание, аффиные метки на сополимере и включение в полупроницаемые капсулы. Идеальные процессы иммобилизации не должны использовать высокотоксичные реагенты для обеспечения стабильности ферментов, в протекающем процессе. После завершения иммобилизации, ферменты вводят в реакционный сосуд (биореактор), предназначенный для биокатализа.

#### Адсорбция на носителе
Адсорбция фермента на носителях функционально основана на химических и физических явлениях, таких как межмолекулярные силы Ван-дер-Ваальса, ионные взаимодействия и водородные связи. Эти силы являются слабыми и, как следствие, не влияют на структуру фермента. Можно использовать широкий спектр ферментных носителей. Выбор носителя зависит от площади поверхности, размера частиц, структуры пор и типа функциональной группы.

#### Ковалентное связывание
Многие химические соединения могут быть использованы для прикрепления фермента к поверхности с различной степенью успешности. Наиболее успешные методы ковалентного связывания включают связывание молекул глутаральдегида с аминогруппами и N-гидроксисукцинидными эфирами. Эти методы иммобилизации происходят при температуре окружающей среды в мягких условиях, которые имеют ограниченный потенциал для изменения структуры и функции фермента.

#### Аффиные лиганды
Иммобилизация с использованием аффиности зависит от специфичности фермента, который связывает молекулы веществ, имеющих высокое сродство к ферменту и образует прочный ковалентно-связанный фермент-лигандный комплекс. Комплекс вводится в матрицу носителя, для которой лиганд обладает высокой степенью сродства к образованию связей, и фермент иммобилизуется посредством химического взаимодействия лиганд-носитель.

#### Метод включения
Иммобилизация с использованием включения основана на улавливании ферментов в гелях или волокнах с использованием нековалентных взаимодействий. Характеристики, которые определяют успешно улавливающий материал, включают высокую площадь поверхности, равномерное распределение пор, перестраиваемый размер пор и высокую адсорбционную ёмкость.

### Регенерация
Ферменты обычно составляют значительные эксплуатационные затраты для промышленных процессов, и во многих случаях их необходимо извлекать и использовать повторно, чтобы обеспечить экономическую выгоду процесса. Хотя некоторые биокаталитические процессы протекают с использованием органических растворителей, большинство процессов происходит в водных средах, что и облегчает разделение. Большинство биокаталитических процессов протекают в периодическом режиме, что отличает их от обычных химических процессов. В результате типичные биопроцессы используют метод разделения после биоконверсии. В этом случае накопление продукта может вызвать угнетение активности фермента. В настоящее время проводятся исследования по разработке методов разделения in situ, при которых продукт периодически удаляется  в процессе конверсии. Разделение ферментов может быть выполнено с помощью методов твердожидкостной экстракции, таких как центрифугирование или фильтрация, и раствор, содержащий продукт, подаётся вниз по потоку для разделения готового продукта.